# أرجوك عد أيها السيد (مسلسل)
أرجوك عد أيها السيد (هانغل: 돌아와요 아저씨) هو مسلسل تلفزيوني كوري جنوبي لعام 2016. عرض على قناة SBS من بداية 24 فبراير إلى 14 أبريل 2016 يومي الأربعاء والخميس.

## الممثلين

### الشخصيات الرئيسية
- Rain بدور Lee Hae-joon / Kim Young-soo

شاب وسيم. كيم يونغ سو أعيد تجسيده في جسم لي هاي جون.
- أوه يون سو  بدور Han Hong-nan / Han Gi-tak

امرأة شابة جميلة. هان قي تاك متجسداً في جسم المرأة هان هونغ نان. 
- لي مين جونغ بدور Shin Da-hye

## الجوائز والترشيحات
| السنة | الجائزة               | الفئة                                            | المترشح     | النتيجة |
| ----- | --------------------- | ------------------------------------------------ | ----------- | ------- |
| 2016  | 5th APAN Star Awards  | Best Supporting Actress                          | Oh Yeon-seo | رُشِّح     |
| 2016  | 24th SBS Drama Awards | Excellence Award, Actor in a Fantasy Drama       | Kim In-kwon | رُشِّح     |
| 2016  | 24th SBS Drama Awards | Excellence Award, Actress in a Fantasy Drama     | Oh Yeon-seo | فوز     |
| 2016  | 24th SBS Drama Awards | Special Acting Award, Actor in a Fantasy Drama   | Yoon Park   | رُشِّح     |
| 2016  | 24th SBS Drama Awards | Special Acting Award, Actress in a Fantasy Drama | Lee Ha-nui  | رُشِّح     |
| 2016  | 24th SBS Drama Awards | Special Acting Award, Actress in a Fantasy Drama | Ra Mi-ran   | رُشِّح     |
| 2016  | 24th SBS Drama Awards | Idol Academy Award – Best Eating                 | Oh Yeon-seo | رُشِّح     |

## وصلات خارجية
- أرجوك عد أيها السيد على موقع IMDb (الإنجليزية)
- أرجوك عد أيها السيد على موقع كينوبويسك (الروسية)
- أرجوك عد أيها السيد على موقع قاعدة بيانات الفيلم (الإنجليزية)

- الموقع الرسمي
 (بالكورية)
- أرجوك عد أيها السيد على هانسينما